# Paul Seimetz

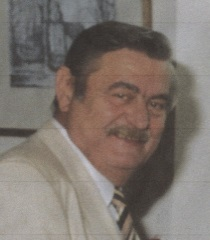
Paul Seimetz

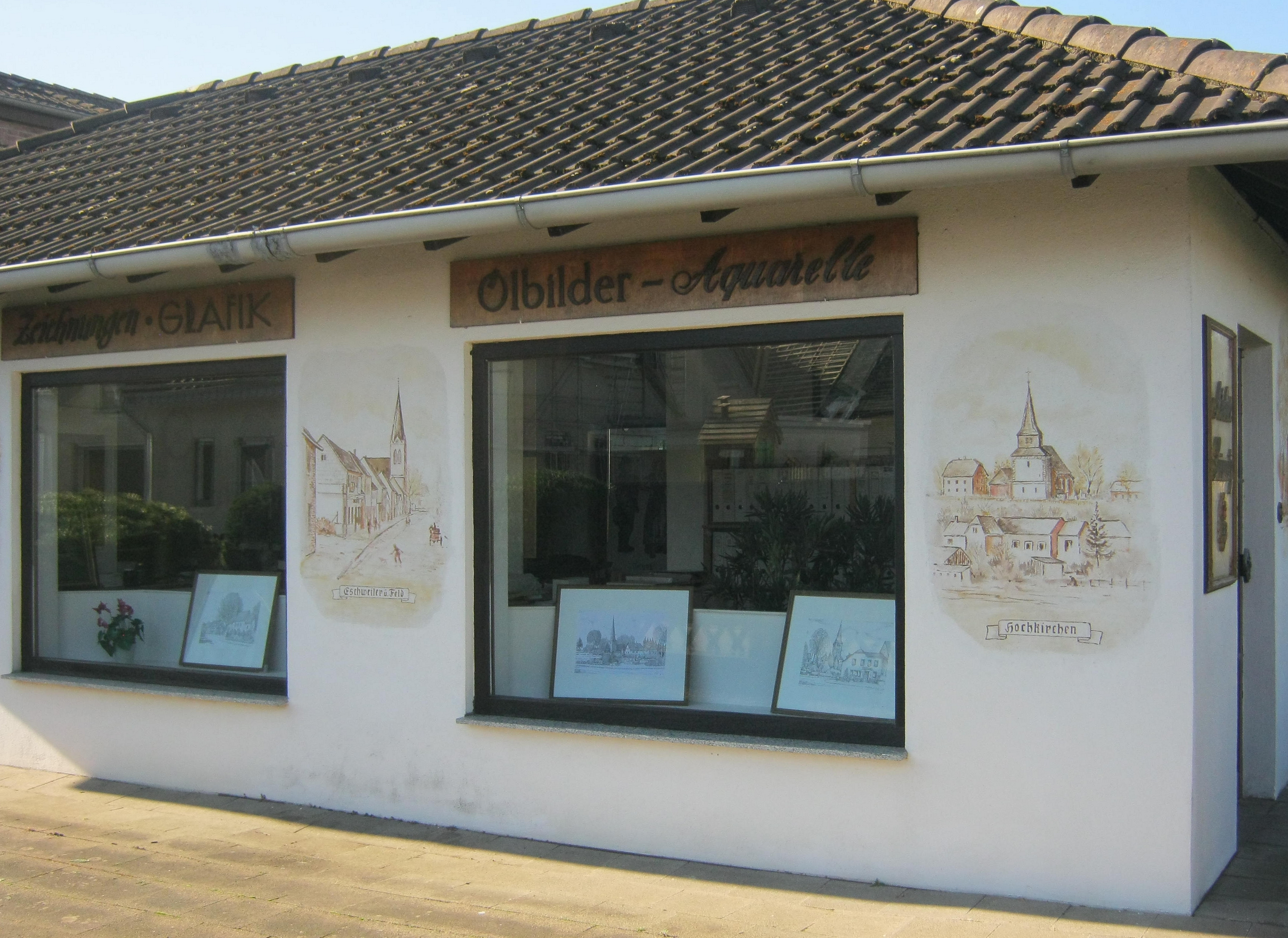
Das Atelier in Hochkirchen

Paul Seimetz (* 10. August 1934 in Zell an der Mosel; † 20. Februar 2009 in Düren) war ein deutscher Soldat, Heraldiker, Maler und Illustrator.

## Leben und Wirken
Paul Seimetz wuchs in Zell, ab 1941 in Luxemburg, auf. Seine Eltern waren der Finanzbeamte Albert Seimetz und die Hausfrau Johanna. Der Vater arbeitete später beim Finanzamt in Mayen. Sein Großvater und Urgroßvater wirkten als Lehrer an Volksschulen im Saarland. In Luxemburg ging Paul zur Volksschule. Am 1. September 1944 wurde die Familie aus Luxemburg evakuiert und kam nach Mayen.
Bereits 1952 fertigte Seimetz erste künstlerische Arbeiten. Zwei Jahre später konzentrierte er sich auf die Plakatmalerei.
1957 bewarb sich Seimetz bei der Bundeswehr für die Luftwaffe. Vom 1. Oktober 1958 bis zum 14. März 1959 besuchte er in Hamburg einen Vorbereitungskurs zur Vorbereitung auf das Abitur, das er anschließend erfolgreich ablegte.
1970 studierte er Heraldik und 1978 richtete er sein Atelier in Erding bei München ein. 1972 baute er in St. Leon-Rot bei Heidelberg ein Eigenheim und pendelte zwischen Erding und seiner Familie.
Nach vielen Stationen bei der Bundeswehr wurde er am 31. März 1986 als Oberstleutnant pensioniert. Er zog nach der Scheidung von seiner Frau nach Hochkirchen. Hier erbaute er 1986 sein Künstleratelier, wo er sich auf Landschaftsmalerei und Grafik konzentrierte. Beim europäischen Malwettbewerb „Historische Bauten“ belegte er den 1. Platz.
1960 heiratete er in erster Ehe Margreta Schäfer. Seine zweite Frau wurde 1982 Ruth geborene Gilleßen. Die Tochter Elke Seimetz ist Kunstpädagogin, Malerin und Illustratorin. Seimetz hatte drei Töchter und einen Sohn aus erster Ehe.
Er wurde von Ordenskanzler Konsul B. John Zavrel zum  Chef-Heraldiker des internationalen Alexander-Ordens ernannt. In Hochkirchen erbaute er 1987 sein Künstler-Atelier für Malerei und Grafik, wo er sich auf Landschaftsmalerei und Porträts konzentrierte. Außerdem wirkte er als Illustrator.

## Ehrungen
- Verleihung des Europa-Kreuzes am 6. Juli 1983
- Silbermedaille des Alexander-Orden Pour le Mérite am 31. Juli 1997
- Ehrenscheibe der Tiroler Kaiserjäger in Innsbruck am 12. Mai 2001

## Ausstellungen
- 1980 Galerie Le Petit Pommery, Paris: Bilder aus Deutschland
- 1982 Morenas Art, Philadelphia (USA): Greetings from Germany
- 1995 MARCO – Galerie Bonn: Landschaften der Heimat entlang des Neffelbaches
- 1997 Museum Arno Breker (heute Museum Europäischer Kunst, Schloss Nörvenich): Mit zarter Feder, Tusche-Zeichnungen
- 2003 Galerie im Rittersaal Schloss Nörvenich: Gemälde und Landschaften Paul Seimetz und Elke Seimetz: Neue Gemälde.[3]
- 2004 Museum of European Art, Clerance, N.Y. (USA): Heraldik und Kunst / Alexander-Orden
- 2010 „Künstler und Künstlerinnen aus NRW“, Gemeinschaftsausstellung im Museum Europäischer Kunst, Nörvenich